# پووولتو
پووولتو (به ایتالیایی: Povoletto) یک کومونه در ایتالیا است که در استان اودینه واقع شده‌است.

## خصوصیات
پووولتو ۳۹٫۰ کیلومترمربع مساحت و ۵٬۵۰۰ نفر جمعیت دارد و ۱۱۶ متر بالاتر از سطح دریا واقع شده‌است.